# Sheikh Khalid Hafiz
Sheikh Khalid Hafiz (Sheikh Khalid Kamal Abdul Hafiz), född 1 december 1938, död 6 december 1999, var en indisk-född imam.[källa behövs] Han var även religiös rådgivare åt Nya Zeelands muslimska minoritet från 1982 till 1999.[källa behövs]

## Karriär
Sheikh Khalid Hafiz, son till Qazi Athar Mubarakpuri, föddes i Mubarakpur, Indien och växte upp i skuggan av brittaniens styre. Som ungdom bevittnade han delningen av Indien och Pakistan 1947. Han gick i skolan i Ehyal ul Oloom i Mubarakpur och fick ytterligare utbildning på Darul Uloom Deoband innan han senare gick vidare för att studera figh, islamsk rättsvetenskap, vid islamiska universitet i Medina, Saudiarabien, mellan år 1962 och 1967.[källa behövs] Efter studierna åkte han till Ghana för att arbeta som lärare vid den mumslimska missionen i 14 år.
Han deltog i Ehyal ul Oloom i Mubarakpur och fått ytterligare utbildning på Darul Uloom Deoband innan främja sina studier i Fiqh (islamisk rättsvetenskap) vid Islamiska Universitetet i Medina, Saudiarabien, mellan 1962 och 1967. Efter studierna var han skickas till Ghana för att arbeta som lärare vid den muslimska Mission där i 14 år. 1981 blev Hafiz utsedd av den saudiska välgörenhetsorganisationen till Imam för Wellingtons muslimska samfundet på Nya Zeeland, efter en förfrågan från det muslimska samfundet på Nya Zeeland. Han blev strax efter detta utsedd till högsta andliga rådgivare till den nybildade nationella muslimska organisationen på Nya Zeeland, the Federation of Islamic Associations of New Zealand (FIANZ).

## Påverkade mycket
Som imam spelade han en viktig roll i utvecklingen av de islamska organisationerna på Nya Zeeland. Till skillnad från andra valda ledamöter i Fianz deltog Hafiz på nästan alla sina sammanträden under nästan två decennier. [källa behövs] Han organiserade även den första nationella recitationstävlingen, han samtalade och förde dialoger med andra kristna och judar. Han predikade även tolerans och godhet kontinuerligt.
Hafiz gick på Hajj nio gånger och talade flera språk, nämligen engelska, arabiska och urdu. I juni 1996 gav han en uppmärksammad predikan om förbud mot användning av rusmedlet Kava bland Nya Zeelands muslimer, som sedan spreds över hela landet och sattes upp på moskéernas anslagstavlor. 
Under Irakkriget 1990 var Newton Islamic Center vandaliserat av graffiti och borgmästare i Wellington, Jim Bellich, bad offentligt om ursäkt till lokala muslimer och vädjade om lugn.

## Dog 61 år gammal
Hafiz dog 61 år gammal i Rongotai, en förort till Wellington. Över 200 personer deltog på hans begravning och på hans dödsruna i den lokala tidningen stod det "en imam som imamer borde vara, men sällan är". 
Efter hans död var the Federation of Islamic Associations of Nya Zeeland (FIANZ) tvungen att ersätta denna man med en hel styrelse av ulema. Hans svärson, Sheikh Mohammed Amir, har fungerat som imam i Wellington sedan dess.